# Touzac (Charente)
Touzac foi uma comuna francesa na região administrativa da Nova Aquitânia, no departamento de Charente. Estendia-se por uma área de 15,65 km². Em 2010 a comuna tinha 447 habitantes (densidade: 28,6 hab./km²).
Em 1 de janeiro de 2017, passou a formar parte da nova comuna de Bellevigne.